# Santa Caterina da Siena riceve le stimmate tra i santi Benedetto e Girolamo
Santa Caterina da Siena riceve le stimmate tra i santi Benedetto e Girolamo è un dipinto a olio su tavola (208x156 cm la pala centrale, 26x48 cm ciascun pannello della predella) di Domenico Beccafumi, databile al 1515 circa e conservato nella Pinacoteca Nazionale di Siena. 

## Storia
L'opera, primo capolavoro pienamente maturo dell'artista, proviene dal distrutto monastero senese degli Olivetani fuori da Porta Tufi. La datazione di basa su motivi stilistici.
La predella, ai tempi del Della Valle, era stata smembrata e ricoverata negli appartamenti del Padre Generale. Nel 1830 subì un primo restauro da parte del fiorentino Gagliardi. 

## Descrizione e stile
Ambientata sotto un portico che rievoca la maestosa semplicità del Perugino, la scena mostra santa Caterina da Siena con l'abito monacale bianco mentre, con un'iconografia derivata dalle storie di san Francesco d'Assisi, riceve le stimmate da un crocifisso appeso davanti a lei. In terra stanno poggiati un libro e un giglio bianco, simbolo di purezza. Una consorella osserva nell'ombra l'avvenimento, proprio come nelle storie di Francesco si trova sempre Frate Leone, mentre ai lati torreggiano due santi in piedi: san Benedetto che indica la monaca del suo stesso ordine e san Girolamo, riconoscibile per il leoncino e il cappello cardinalizio gettato ai piedi. In alto la Madonna col Bambino fa la sua apparizione in cielo, tra angeli in volo scorciati complessamente, che richiamano gli scorci virtuosi della Madonna del Baldacchino e derivazioni. Ai lati infine due angioletti in pose contrapposte stanno seduti sui capitelli delle colonne. 
In generale prevale un gusto per le figure allungate ed esili, le espressioni assorte, un gusto raffinato per luce e colore.
La predella mostra tre scene impostate in maniera da rispettare una generale simmetrica compositiva: da sinistra Caterina che riceve l'abito monastico, la Comunione miracolosa e lo Sposalizio mistico con Cristo. La scena centrale è un evidente omaggio alla Cacciata di Eliodoro dal tempio di Raffaello.
Finissima è la tessitura cromatica dell'opera, fatta da un sapiente uso di luci e ombre che caricano di intensità espressiva la scena. 

## Altre immagini

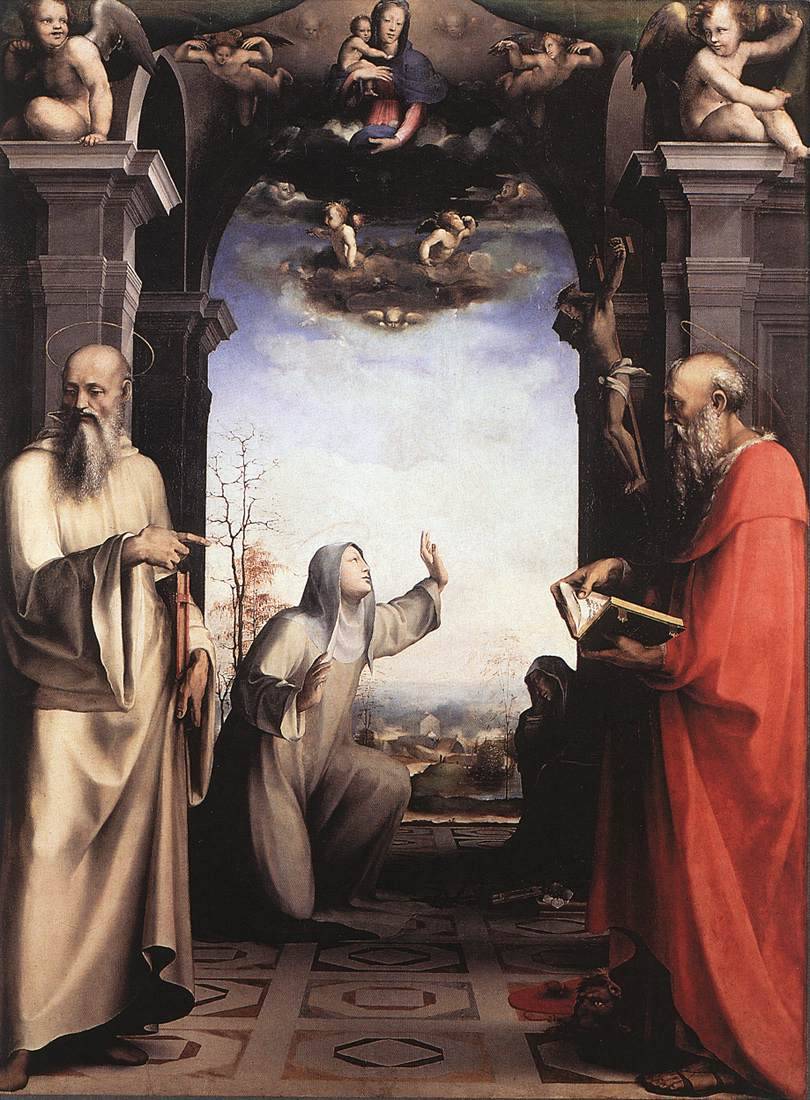
La pala centrale
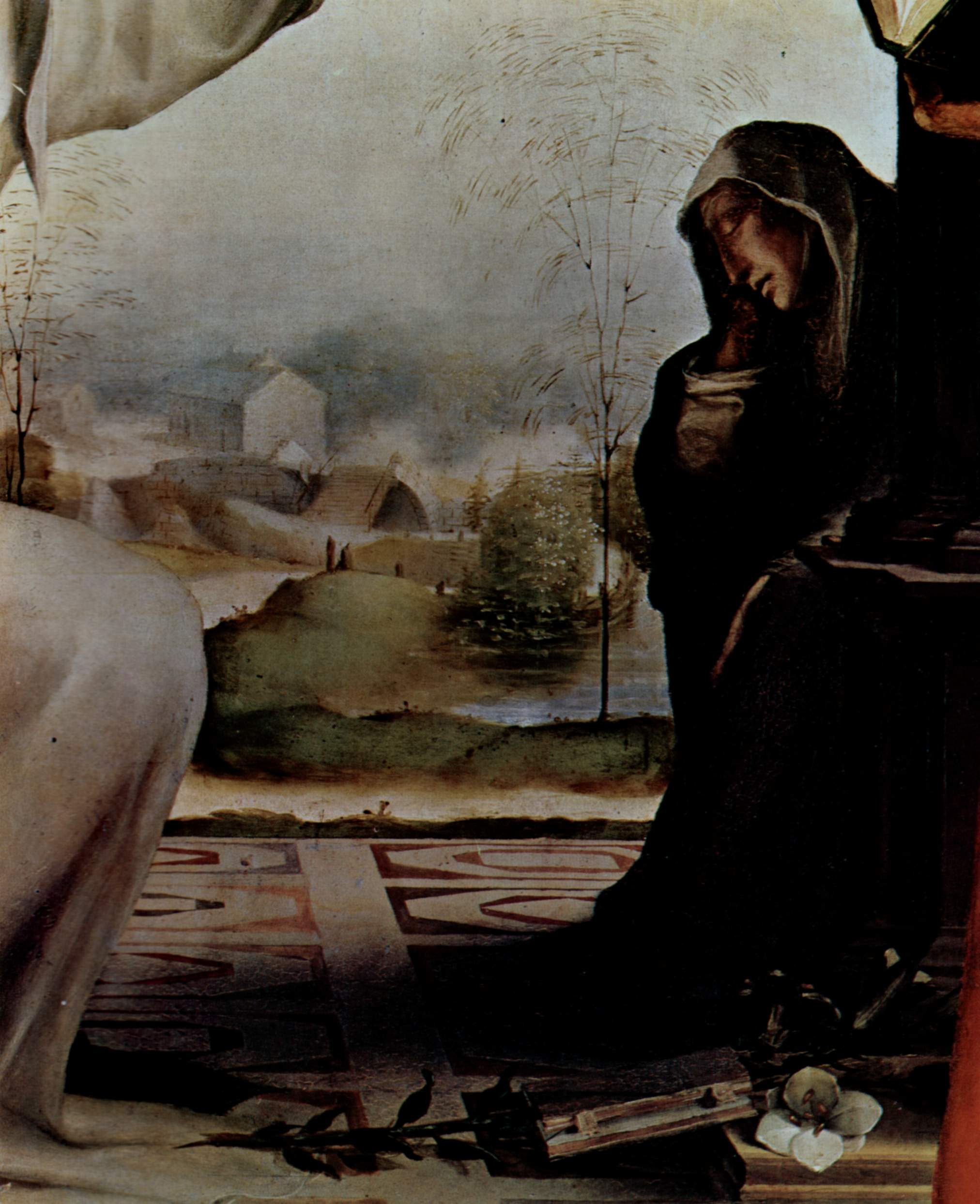
Dettaglio
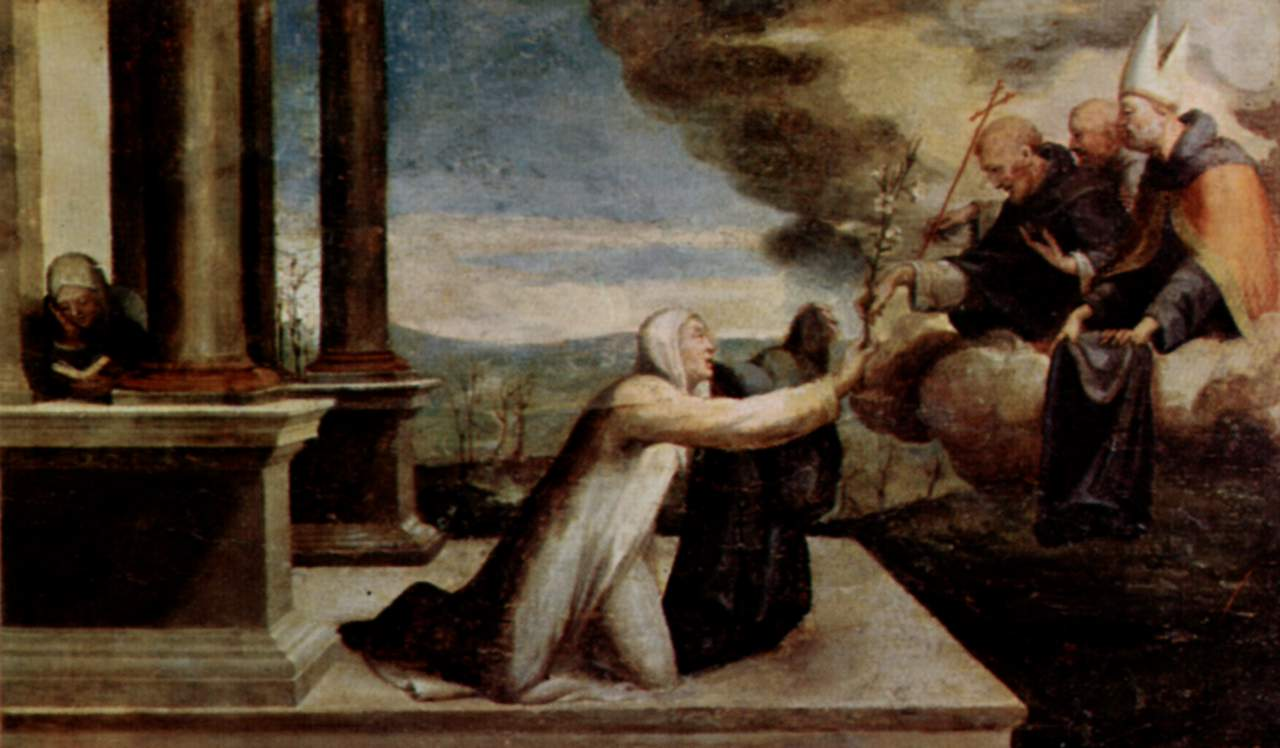
Santa Caterina che riceve l'abito monastico
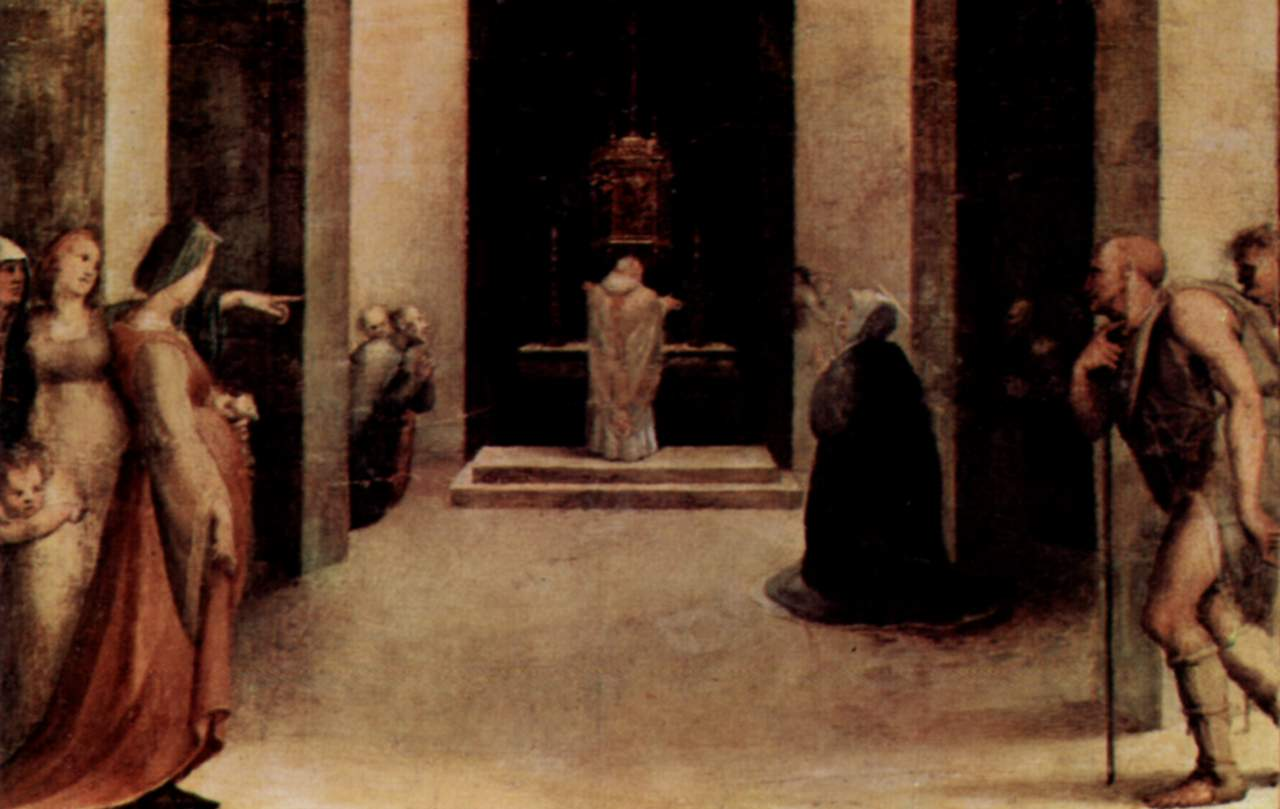
Comunione miracolosa
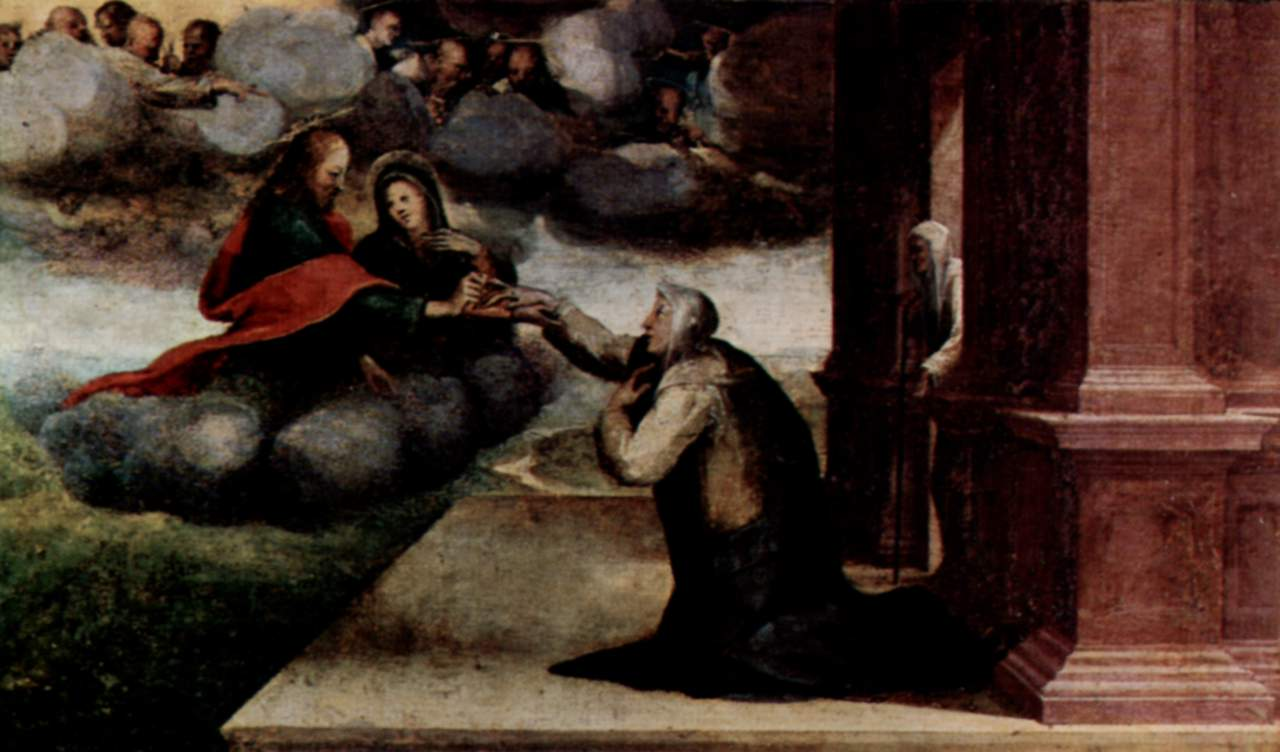
Sposalizio mistico con Cristo